# Espite
Espite is een plaats (freguesia) in de Portugese gemeente Ourém en telt 1275 inwoners (2001).